# Pallacanestro ai III Goodwill Games
Il torneo di Pallacanestro ai III Goodwill Games si è svolto a San Pietroburgo nel 1994.

## Medagliere
| Posiz. | Nazione          | Oro | Argento | Bronzo | Totale |
| ------ | ---------------- | --- | ------- | ------ | ------ |
| 1      | Stati Uniti      | 1   | 0       | 1      | 2      |
| 2      | Porto Rico       | 1   | 0       | 0      | 1      |
| 3      | Italia           | 0   | 1       | 0      | 1      |
| 3      | Unione Sovietica | 0   | 1       | 0      | 1      |
| 5      | Bulgaria         | 0   | 0       | 1      | 1      |
| Totale | Totale           | 2   | 2       | 2      | 6      |